# شريستيان نيقوياي
شريستيان نيقوياي (20 يناير 1978 بفور دو فرانس في فرنسا - ) (بالفرنسية: Christian Negouai)‏ هو لاعب كرة قدم فرنسي في مركز الدفاع. لعب مع ستاندارد لييج وكوفنتري سيتي ومانشستر سيتي ونادي أوليسوند ونادي بروكسل ونادي رويال شارلروا ويونيون رويال نامور ‏.

## وصلات خارجية
- شريستيان نيقوياي على موقع قاعدة بيانات كرة القدم.إي يو (الإنجليزية)
- شريستيان نيقوياي على موقع Soccerbase.com (لاعب) (الإنجليزية)
- شريستيان نيقوياي على موقع عالم كرة القدم.نت (الإنجليزية)